# Karakaszły (Tatarstan)
Karakaszły (ros. Каракашлы) – wieś (sieło) w Rosji, w Tatarstanie, w rejonie jutazińskim. W 2021 liczyła 664 mieszkańców.